# Arraiolos
Arraiolos község és település Portugáliában, Évora kerületben. A település területe 683,75 négyzetkilométer. Arraiolos lakossága 7363 fő volt a 2011-es adatok alapján. A településen a népsűrűség 11 fő/ négyzetkilométer. A település jelenlegi vezetője Silvia Pinto. 
A város híres a helyi Arraiolos-i szőnyegek gyártásáról, melyet már a középkortól kezdve helyben készítenek.
2003 októberében Jorge Sampaio portugál elnök a városba hívta találkozóra Finnország, Németország és az akkor még csak leendő új uniós tagállamok, Magyarország, Lettország és Lengyelország elnökeit, hogy megvitassák az uniós csatlakozás előnyeit és az akkoriban még csak tervezett Európai Unió Alkotmányát
A község a következő településeket foglalja magába, melyek:
- Arraiolos
- Gafanhoeira e Sabugueiro
- Igrejinha
- São Gregório e Santa Justa
- Vimieiro

## Fordítás
Ez a szócikk részben vagy egészben  az   Arraiolos című angol Wikipédia-szócikk ezen változatának fordításán alapul.  Az eredeti cikk szerkesztőit annak laptörténete sorolja fel. Ez a jelzés csupán a megfogalmazás eredetét és a szerzői jogokat jelzi, nem szolgál a cikkben szereplő információk forrásmegjelöléseként.